# Agustí Villaronga

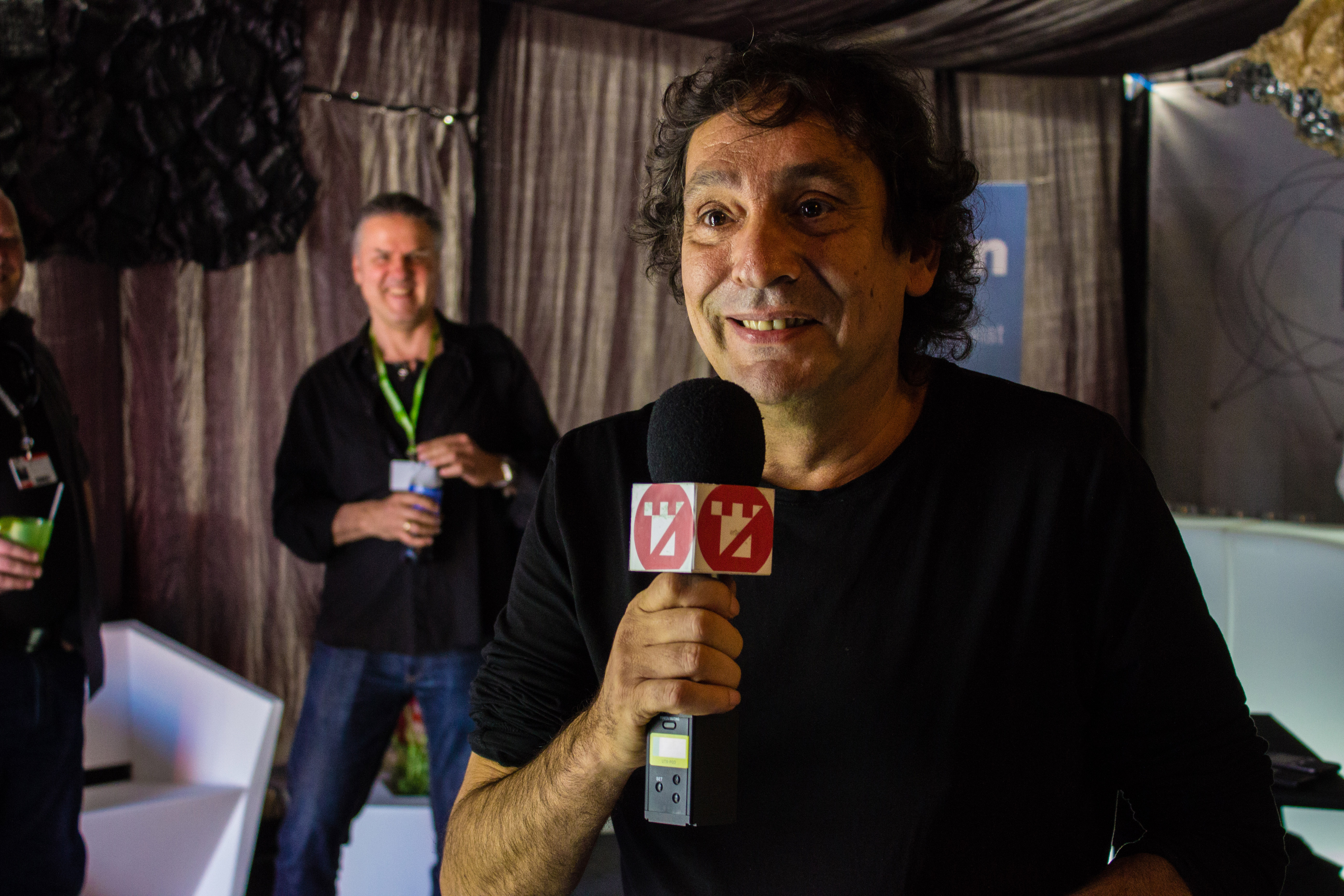
Agustí Villaronga

Agustí Villaronga (n. 4 martie 1953, Palma, Insulele Baleare⁠(d), Spania – d. 22 ianuarie 2023, Barcelona, Catalonia, Spania) a fost un regizor, scenarist și actor spaniol. Bunicii lui au fost păpușari și tatăl său a fost un copil al războiului civil spaniol, fapt care ar putea reapărea în mod repetat în filmografia regizorului. Din copilărie, tatăl său i-a încurajat pasiunea pentru filme, dorind mereu să devină regizor de film.

## Cariera de regizor
El a regizat șapte filme, un documentar și trei proiecte de televiziune. Filmul său El niño de la luna a fost înscris la Festivalul de Film de la Cannes din 1989. 
Villaronga și-a făcut debutul regizoral în 1987 cu filmul „Tras el Cristal”, care a fost selectat de către Festivalul de Film de la Berlin, primind laude, critici și multe premii. „Tras el cristal” prezintă deja unele dintre elementele-cheie din filmografia lui Villaronga: o copilărie marcată de violență, deranjat de o descoperire timpurie a sexualității.
În al doilea film al sau, „El Nino de la Luna” (1989), este vorba despre un copil care merge în Africa să adere la un trib. În 1992 el a făcut un documentar, „Al Andaluz”, produs de Segetel și MoMA New York. De câțiva ani Villaronga a încercat fără succes să găsească finanțare pentru a se adapta romanului lui Mercè Rodoreda, „Muerte en Primavera”. 
În anul 2000, Villaronga s-a întors cu un proiect propriu: „El mar”, cu o poveste stabilită în Mallorca de trei prieteni din copilarie, traumatizați de războiul civil spaniol, aceștia reîntâlnindu-se după zece ani. Elementele cheie din filmografia lui Villaronga sunt prezente în această poveste: copilărie, trezirea sexuală, homosexualitatea și violența.
Dupa „Pa negre” succesul a continuat cu „A Letter to Evita”, o miniserie TV co-produsa de TV3, care relatează un episod real din viața lui Eva Perón în timp ce vizita Spania la sfârșitul anilor 1940.
În 2011 a câștigat premiul Goya pentru cel mai bun regizor pentru „Pa negre”. Filmul a fost selectat pentru cel mai bun film străin la a 84-a ediție a premiilor Oscar.

## Legături externe
- Agustí Villaronga la Internet Movie Database